# 小行星4187
小行星4187（英語：4187 Shulnazaria）是一颗围绕太阳公转的小行星。1978年4月11日，尼古拉·切爾尼赫在克里米亚发现了此天体。
这颗小行星的绝对星等为19.86478等。